# Charles Bigelow
Charles Bigelow (n. 1945, Detroit, Míchigan) es un historiador, profesor y diseñador. Recibió el premio MacArthur Fellowship en 1982. Junto con Kris Holmes, es el cocreador de las familias de fuentes tipográficas Lucida y Wingdings y Webdings.
- Datos: Q331241
- Multimedia: Charles Bigelow (type designer) / Q331241